# Touch Me, Seiko II
『Touch Me, Seiko II』（タッチ・ミー・セイコ・ツー）は松田聖子のB面コンピレーション・アルバム。通算37枚目のベスト・アルバム。2010年9月22日発売。発売元はSony Records。

## 解説
『Touch Me, Seiko』以来26年半ぶりの続編。『Touch Me, Seiko』と合わせると英詞を除く1980年代のB面・カップリングがコンプリートできる。

## 収録曲
1. RAINBOW〜六月生まれ
  - 作詞:三浦徳子／作曲:森家住吉／編曲:若草恵
  - 「裸足の季節」B面。
2. 少しずつ春
  - 作詞:三浦徳子／作曲:小田裕一郎／編曲:大村雅朗
  - 「チェリーブラッサム」B面。
3. 頬に潮風
  - 作詞:浅川佐記子／作曲:森家住吉／編曲:松井忠重
  - 「夏の扉」B面。
4. 花一色〜野菊のささやき〜
  - 作詞:松本隆／作曲:財津和夫／編曲:瀬尾一三
  - 「白いパラソル」B面。
  - 主演映画『野菊の墓』主題歌。
5. 夏服のイヴ
  - 作詞:松本隆／作曲:日野皓正／編曲:笹路正徳
  - 「時間の国のアリス/夏服のイヴ」2曲目。
  - 主演映画「夏服のイヴ」主題歌。
6. 硝子のプリズム
  - 作詞:松本隆／作曲:細野晴臣／編曲:細野晴臣・松任谷正隆
  - 「ピンクのモーツァルト」B面。
7. スピード・ボート
  - 作詞:松本隆／作曲:財津和夫／編曲:大村雅朗
  - 「ハートのイアリング」B面。
8. 七色のパドル
  - 作詞：小坂明子／作曲：NOBODY、編曲：大村雅朗
  - 「天使のウィンク」B面。
9. Caribbean Wind
  - 作詞：松本隆／作曲・編曲:大村雅朗
  - 「ボーイの季節」B面。
  - 主演映画『カリブ・愛のシンフォニー』主題歌。
10. ベルベットフラワー
  - 作詞:松本隆／作曲:三谷泰弘／編曲:笹路正徳
  - 「Strawberry Time」B面。
11. 凍った息
  - 作詞:松本隆／作曲:大江千里／編曲:井上鑑
  - 「Pearl-White Eve」B面。
12. No.1
  - 作詞:松本隆／作曲・編曲:Paul Cooper, David Foster
  - 「Marrakech〜マラケッシュ〜」B面。
13. Angel Tears
  - 作詞:吉元由美／作曲:杏里／編曲:井上鑑
  - 「旅立ちはフリージア」B面。
14. 恋の魔法でCatch Your Heart
  - 作詞:Seiko Matsuda／作曲:井上ヨシマサ／編曲:大村雅朗
  - 「Precious Heart」カップリング。
15. SWEET MEMORIES （Cinema Version）
  - 作詞：松本隆／作曲・編曲：大村雅朗
  - サウンドトラック「ペンギンズ・メモリー 幸福物語」収録ヴァージョン。